# Lophoditta rufinans
Lophoditta rufinans là một loài bướm đêm trong họ Noctuidae.